# Delirious (lutador)
Hunter Johnston (19 de dezembro de 1980) é um lutador americano de wrestling profissional, mais conhecido pelo seu nome no ringue de Delirious e trabalha para a Ring of Honor, International Wrestling Cartel, Chikara, Pro Wrestling Noah e Jersey All Pro Wrestling. Ele é conhecido por suas travessuras ultrajantes, como correr sem rumo e gritando loucamente quando o sino soa, e falando de forma incoerente e principalmente incoerente. Ele é o escritor principal da Ring of Honor, além de atuar na escola de wrestling da empresa.

## No wrestling
- Finishing moves
  - Bizarro Driver (Inside leg hook fisherman driver)[1][3]
  - Chemical Imbalance II (Double pumphandle wheelbarrow driver)[1][3]
  - Cobra Stretch (Bridging cobra clutch)[1][3]
  - Praying Mantis Bomb (Double underhook piledriver)[4] – 2009–2010; adotado do UltraMantis Black
  - Shadows Over Hell (Circuito independente / ROH) / Shadows Over Heck (Chikara) (Diving splash para as costas de um oponente abaixado)[1][3]

- Movimentos secundários
  - Banana Phone (Small package, com teatralidade)[5]
  - Camel clutch[3]
  - Cobra clutch suplex[6]
  - Diving hurricanrana[1][3]
  - Headbutt[3]
  - In Vitro Fertilization (Overhead gutwrench backbreaker rack flipped into a cutter)[1]
  - Leaping clothesline, com teatralidade[1][3]
  - Neverending Story (Multiple corner clotheslines)[3]
  - Panic Attack (High knee na cabeça de um oponente sentado no canto)[1][3]

- Com Hallowicked
  - Movimentos de finalização da dupla
    - Go 2 Sleepy Hollow (Hallowicked) seguido imediatamente por um Shadows Over Heck (Delirious)

- Alcunhas
  - "The Perfect Weapon" (Chikara)[7]

- Temas de entrada
  - "Hybrid Stigmata – The Apostasy" por Dimmu Borgir[8]
  - "The Pagan Swords of Legend" por Hecate Enthroned (Usado enquanto fazia dupla com MsChif)
  - "Tearing the Veil from Grace" por Cradle of Filth[8] (Chikara; Usado enquanto parte do Order of the Neo-Solar Temple)
  - "Engel" por Rammstein (Chikara; Usado enquanto parte do Bruderschaft des Kreuzes)
  - "Im Namen Der Bruderschaft" por Kenny Pickett (Chikara; Usado enquanto parte do Bruderschaft des Kreuzes)[9]

## Campeonatos e prêmios
- Central States Wrestling
  - CSW Cruiserweight Championship (1 vez)[3]

- Chikara
  - Campeonatos de Parejas (1 vez) – com Hallowicked[3]

- Independent Wrestling Association Mid-South
  - IWA Mid-South Light Heavyweight Championship (2 vezes)[3][10]

- International Wrestling Cartel
  - IWC Super Indy Championship (2 vezes)[3][11]

- NWA Midwest
  - NWA Midwest X Division Championship (1 vez)[3][12]

- NWA Wildside
  - Super Indy Tournament (2004)[3]

- Pro Wrestling Illustrated
  - PWI classificou-o em #88 dos 500 melhores lutadores individuais na PWI 500 em 2007[13]

- Ring of Honor
  - Survival of the Fittest (2006)[3][14]

- Outros títulos
  - ICW/ICWA Tex-Arkana Television Championship (5 vezes)[3][15]

- - 2WWF Tag Team Championship (1 vez) - com Giselle von Wolf[16]